# Odontomantis planiceps
Odontomantis planiceps, (deutsch: Asiatische Ameisenmantis) ist ein Vertreter der Fangschrecken.

## Beschreibung
Die asiatische Ameisenmantis ist eine kleine Mantide, mit einer maximalen Größe der Männchen von 1,4 cm und 2,0 cm der Weibchen. Ihr Name kommt von der batesschen Mimikry her, da sie schwarzen Ameisen ähnelt – insbesondere in den Stadien 1. bis 3.
Odontomantis planiceps ist vom 1. bis 3. Stadium vollständig schwarz gefärbt, mit grünen Streifen am Ende jedes Segments.
Nach dem Erreichen des 4. Stadiums bis zur Adulthäutung, sind sie hauptsächlich grün mit ein paar Variationen bezüglich der Vegetation, in der sie sich befinden.

## Herkunft
Odontomantis planiceps ist eine weit verbreitete Gottesanbeterin. Man findet sie häufig in Gärten und Häusern. Aber auch auf Äckern und primär auf Pflanzen und Sträuchern.
Die asiatische Ameisenmantis ist weit verbreitet, ihr Verbreitungsspektrum liegt in Südostasien, um Malaysia und Indonesien. Man fand sie allerdings schon in Hong Kong und Taiwan.

## Verhalten
Odontomantis planiceps ist ein Lauerjäger und wartet still auf ihre Beute. Bei Bedrohung springen aufgrund ihrer Tarnweise auf den Boden. Adulte Männchen können vor Fressfeinden auch wegfliegen